# Le Voyage de l'oncle Jules
Le Voyage de l'oncle Jules è un cortometraggio muto del 1911 diretto da Jean Durand.

## Produzione
Fa parte di una serie di cortometraggi comici diretta da Jean Durand che aveva come protagonista il personaggio di Zigoto, interpretato da Lucien Bataille.

## Distribuzione
Uscì nelle sale cinematografiche francesi nel 1911.